# William Archibald Spooner
William Archibald Spooner (22 juillet 1844 - 29 août 1930) est un professeur d'Oxford. Il est surtout connu pour sa distraction et pour avoir soi-disant mélangé les syllabes dans une phrase parlée, avec un effet comique involontaire. De telles phrases sont devenues connues sous le nom de spoonerismes et sont souvent utilisées avec humour. De nombreuses contrepèteries ont été inventées et attribuées à Spooner.

## Biographie et carrière
William Archibald Spooner est né le 22 juillet 1844 au 17 Chapel Street, Grosvenor Place, Londres. Il est le fils aîné de William Spooner et de Jane Lydia Spooner. Il fait ses études à la Oswestry School (où il est un contemporain de Frederick Gustavus Burnaby) et au New College d'Oxford  où il est le premier non-Wykehamiste à devenir étudiant de premier cycle.
Il est ordonné diacre dans l'Église d'Angleterre en 1872 et prêtre en 1875. En 1878, il devient aumônier de Archibald Tait.
William Spooner épouse Frances Wycliffe Goodwin le 12 septembre 1878 ,. Il a cinq enfants : William Wycliffe, Frances Catharine, Rosemary, Ellen Maxwell et Agnes Mary.
Spooner reste au New College pendant plus de soixante ans, servant comme boursier (1867), lecteur (1868), tuteur (1869), doyen (1876–1889) et directeur (1903–1924) . Il donne des conférences sur l'histoire ancienne, la théologie et la philosophie (en particulier sur l'éthique d'Aristote).
Spooner est très apprécié et respecté, décrit comme "un albinos, petit, avec un visage rose, une mauvaise vue et une tête trop grosse pour son corps". On dit que « sa réputation était celle d'un homme sympathique, gentil et hospitalier ». De l'avis de Roy Forbes Harrod, Spooner dépasse tous les chefs des collèges d'Oxford et de Cambridge qu'il a connus "en ce qui concerne son érudition, son dévouement au devoir et sa sagesse".

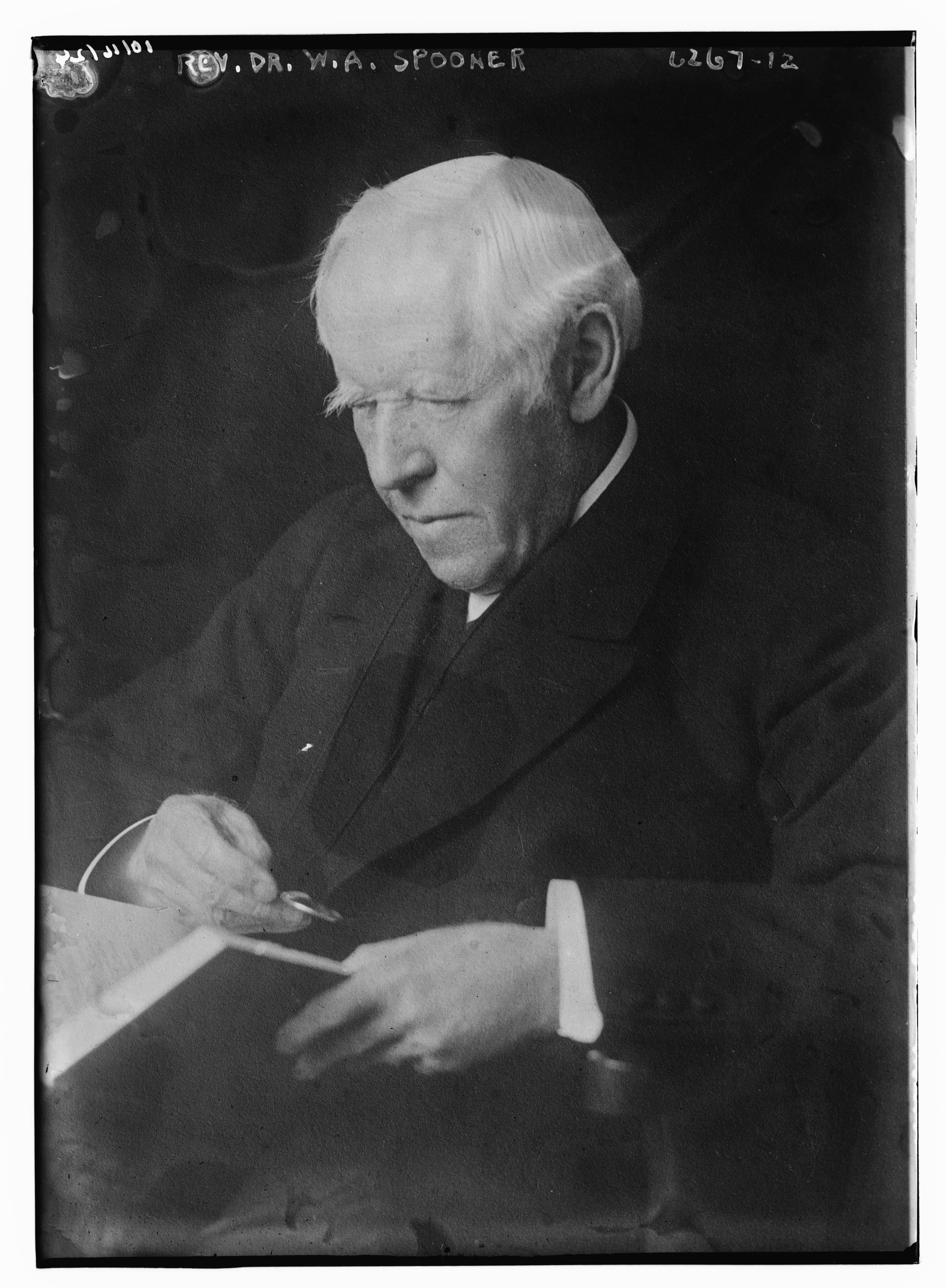
Dr Spooner en 1924

Spooner est décédé le 29 août 1930 et est enterré au cimetière de Grasmere en Cumbrie .

## Spoonerismes
Spooner devient célèbre pour sa manière de parler, les « contrepèteries » réelles ou supposées, les jeux de mots dans lesquels les consonnes, les voyelles ou les morphèmes correspondants sont intervertis. Peu de ses propres contrepèteries, voire aucune, étaient délibérées, et beaucoup de celles qui lui sont attribuées sont apocryphes. Spooner aurait détesté la réputation acquise d'avoir embrouillé ses mots .
Spooner est censé avoir commis d'autres gaffes distraites. Il aurait invité un doyen à prendre le thé, "pour accueillir Stanley Casson, notre nouveau boursier en archéologie". "Mais, monsieur," répondit l'homme, "je suis Stanley Casson". "Ce n'est pas grave," dit Spooner, "Venez tout de même." .
À sa mort, le Times note qu '« il n'avait pas peur de la conversation ».